# Nhà thờ chính tòa Wawel
Vương cung thánh đường Hoàng gia Saints Stanislaus và Wenceslaus trên đồi Wawel (tiếng Ba Lan: Królewska Bazylika Archikatedralna śś. Stanisława i Wacława na Wawelu), còn được gọi là Thánh đường Wawel (tiếng Ba Lan: Katedra Wawelska), là một nhà thờ Công giáo La Mã nằm trên đồi Wawel ở Kraków, Ba Lan. Hơn 900 năm tuổi, đây là khu bảo tồn quốc gia Ba Lan và theo truyền thống đã từng là nơi đăng quang của các vị vua Ba Lan cũng như Nhà thờ Chính tòa của Tổng giáo phận Kraków.
Karol Wojtyla, người vào năm 1978 đã trở thành Giáo hoàng John Paul II, một ngày sau khi được phong chức linh mục, đã dâng thánh lễ đầu tiên với tư cách là linh mục tại nhà mồ thánh đường vào ngày 2 tháng 11 năm 1946 và được phong chức giám mục phụ tá của Kraków tại đây vào ngày 28 Tháng 9 năm 1958.
Nhà thờ theo kiến trúc gothic hiện tại, là tòa nhà thứ ba trên địa điểm này: ngôi nhà đầu tiên được xây dựng và phá hủy vào thế kỷ thứ 11; cái thứ hai, được xây dựng vào thế kỷ thứ 12, đã bị phá hủy bởi một vụ hỏa hoạn vào năm 1305. Việc xây dựng nhà hiện tại bắt đầu vào thế kỷ 14 theo lệnh của giám mục Nanker.

## Nội địa
Nhà thờ bao gồm một gian giữa với gian bên, cánh ngang với gian bên, dàn hợp xướng với gian bên đôi và một nhà thờ với các nhà nguyện bọc hành lang và tỏa ra. Bàn thờ chính, nằm trong nhà thờ, được thành lập vào khoảng năm 1650 bởi Đức cha Piotr Gembicki và được tạo ra bởi Giovanni Battista Gisleni. Bức tranh bàn thờ Chúa Kitô đóng đinh của Marcin Blechowski có từ thế kỷ 17. Trên bàn thờ chính là một mành trướng cao làm từ đá hoa đen được hỗ trợ bởi bốn cột trụ, thiết kế bởi Giovanni Battista Trevano and Matteo Castelli giữa năm 1626 và 1629. Bên dưới mành trướng là vị trí của một chiếc hòm bạc của người bảo trợ quốc gia - St. Stanislaus (Stanisław) được tạo ra giữa năm 1669-1671 sau cái trước đó (được tặng vào năm 1512 bởi Vua Zygmunt I của Ba Lan) đã bị cướp bởi người Thụy Điển vào năm 1655.
|  |  |  |  |  |  |

## Nhà nguyện và phòng chôn cất
Nhà thờ Wawel là nơi chôn cất chính của các vị vua Ba Lan từ thế kỷ 14. Như vậy, nó đã được mở rộng và thay đổi đáng kể theo thời gian khi các nhà cai trị đã xây thêm nhiều nhà nguyện để chôn cất.
Nhà nguyện Sigismund, hay Nhà nguyện Zygmunt (" Kaplica Zygmuntowska "), liền kề với bức tường phía nam của nhà thờ, là một trong những cấu trúc kiến trúc đáng chú ý nhất ở Kraków và có lẽ là "ví dụ thuần khiết nhất của kiến trúc Phục hưng bên ngoài nước Ý ". Được tài trợ bởi Zygmunt I của Ba Lan, nó được xây dựng từ năm 1517 đến 1533 bởi Bartolommeo Berrecci, một kiến trúc sư thời Phục hưng Florentine, người đã dành phần lớn sự nghiệp của mình ở Ba Lan.
Một nhà nguyện hình vuông với mái vòm bằng vàng, nó bao gồm những ngôi mộ của người sáng lập và những đứa con của ông, Vua Zygmunt II của Ba Lan và Anna Jagiellonka (Jagiellonka). 
|  |  |  |  |  |  |

### Hầm mộ của Thánh Leonard bên dưới Nhà thờ
Hầm mộ bên dưới Nhà thờ Wawel lưu giữ lăng mộ của các vị vua Ba Lan, anh hùng dân tộc, tướng lĩnh và nhà cách mạng, bao gồm cả những người cai trị Khối thịnh vượng chung Ba Lan-Litva như Jan III Sobieski và người phối ngẫu Marie Casimire (Maria Kazimiera), hài cốt của Tadeusz Kozc lãnh đạo một cuộc nổi dậy quốc gia Ba Lan và Chuẩn tướng trong Chiến tranh Cách mạng Hoa Kỳ; Bards quốc gia: Adam Mickiewicz (đặt chân đến đó vào năm 1890) và Juliusz Słowacki (1927), cũng như Władysław Sikorski - Thủ tướng của Chính phủ Ba Lan lưu vong và Tổng tư lệnh các lực lượng vũ trang Ba Lan, cùng với Nguyên soái Józef Piłsudski - người sáng lập Cộng hòa Ba Lan thứ hai. Giáo hoàng John Paul II đã cân nhắc việc chôn cất tại một thời điểm, trong khi một số người dân Ba Lan đã hy vọng rằng, theo phong tục cổ xưa, trái tim của ông sẽ được đưa đến đó và được giữ bên cạnh hài cốt của những người cai trị vĩ đại Ba Lan. (John Paul II đã được chôn cất dưới Nhà thờ Thánh Peter, một nơi chôn cất giáo hoàng từ thời cổ đại, thay vào đó.) 
| Các vị vua Ba Lan |  | Thánh Ba Lan |
| --- |  | --- |

Sơ đồ của đồi Wawel hiển thị vị trí của Nhà thờ Wawel

| - Władysław I the Elbow-high - Casimir III vĩ đại - Jadwiga của Ba Lan - Władysław II Jagiełło - Casimir IV Jagiellonchot - John I Albert - Sigismund tôi cũ - Zygmunt II của Ba Lan - Stephen Bathory - Anna Jagiellonkaka - Zygmunt III Waza - Władysław IV Vasa - John II Casimir Vasa - Michael Korybut Wiśniowiecki - John III Sobieski - Augustus II sự mạnh mẽ |  | - Thánh Stanislaus the Martyr - Saint Hedwig (Jadwiga) Đáng chú ý khác - Công chúa Elizabeth Bonifacia của Ba Lan - Hoàng tử Adam Stefan Sapieha - Tadeusz Kościuszko - Józef Piłsudski - Władysław Sikorski - Józef Poniatowski - Adam Mickiewicz - Lech Kaczyński và Maria Kaczyńska - Juliusz Słowacki - Cyprian Norwid (đất từ mộ của ông ở Pháp) |